# Jane Isakson
Jane Lisa Isakson (* 15. Oktober 1965 in Edmonton, Alberta) ist eine frühere kanadische Biathletin.
Jane Isakson war zu ihrer aktiven Karriere Studentin. Die Biathletin aus Edmonton vom Camrose Ski Club begann 1984 mit dem Biathlon. International war sie seit Ende der 1980er Jahre international aktiv. Bei den Biathlon-Weltmeisterschaften in Feistritz belegte sie die Plätze 34 sowohl im Einzel wie auch im Sprint. In der Saison 1989/90 gewann die Kanadierin in Ruhpolding als 25. im Einzel und 18. im Sprint erste Weltcuppunkte. Die Olympischen Winterspiele 1992 in Albertville brachten die Ränge 54 im Einzel, 50 in der Verfolgung und gemeinsam mit Lise Meloche und Myriam Bédard Elf mit der Staffel ein. In Lillehammer wurde Isakson bei den Olympischen Winterspielen 1994 nur in der Staffel eingesetzt. Mit Bédard, Meloche und Inger-Kristin Berg lief sie auf den 15. Platz. Bei den Biathlon-Weltmeisterschaften 1994 in Canmore konnte die Kanadierin bei den nichtolympischen Mannschaftswettkämpfen mit Meloche, Berg und Yvonne Visser auf den sechsten Platz laufen. Nach der Saison beendete Isakson ihre aktive Karriere.

## Biathlon-Weltcup-Platzierungen
Die Tabelle zeigt alle Platzierungen (je nach Austragungsjahr einschließlich Olympische Spiele und Weltmeisterschaften).
- 1.–3. Platz: Anzahl der Podiumsplatzierungen
- Top 10: Anzahl der Platzierungen unter den ersten zehn (einschließlich Podium)
- Punkteränge: Anzahl der Platzierungen innerhalb der Punkteränge (einschließlich Podium und Top 10)
- Starts: Anzahl gelaufener Rennen in der jeweiligen Disziplin

| Platzierung | Einzel | Sprint | Verfolgung | Massenstart | Team | Staffel | Gesamt |
| ----------- | ------ | ------ | ---------- | ----------- | ---- | ------- | ------ |
| 1. Platz    |        |        |            |             |      |         |        |
| 2. Platz    |        |        |            |             |      |         |        |
| 3. Platz    |        |        |            |             |      |         |        |
| Top 10      |        |        |            |             | 1    |         | 1      |
| Punkteränge | 1      | 2      |            |             | 1    | 2       | 6      |
| Starts      | 7      | 9      |            |             | 1    | 2       | 19     |

(Ergebnisse nicht komplett)